# Stanisław Nadzin
Stanisław Nadzin vel Stanisław Guman  (ur. 28 sierpnia 1914 w Warszawie, zm. 10 grudnia 1970 tamże) – polski dziennikarz, tłumacz literatury rosyjskiej, pułkownik ludowego Wojska Polskiego.

## Życiorys
Pochodzenia żydowskiego, syn Klemensa. Ukończył studia na Wydziale Prawa Uniwersytetu Warszawskiego. Przed wybuchem II wojny światowej pracował w banku, jako publicysta debiutował w 1933. W 1936 jego słuchowisko radiowe pt. Teatr wyobraźni: Nicolo Paganini zostało wyróżnione na ogólnopolskim konkursie Polskiego Radia.W 1938 wydał zbiór słuchowisk radiowych Teatr wyobraźni. W czasie wojny przebywał w ZSRR, służył w Armii Czerwonej, od 1943 był żołnierzem 1 Dywizji Piechoty im. Tadeusza Kościuszki, z którą przebył szlak od Lenino do Berlina.
Po wojnie był m.in. dyrektorem programowym Polskiego Radia. W 1944 wstąpił do Polskiej Partii Robotniczej, a następnie do Polskiej Zjednoczonej Partii Robotniczej. Od czerwca 1946 roku do października 1950 roku był attaché wojskowym przy Poselstwie RP w Sztokholmie, a po powrocie do kraju został komendantem Kursu Specjalnego Oddziału II Sztabu Generalnego (od 15 listopada 1951 roku – Zarząd II Sztabu Generalnego) . Od 1958 do 1960 pełnił funkcję szefa Oddziału Prasowego Głównego Zarządu Politycznego Wojska Polskiego. Później był redaktorem naczelnym „Żołnierza Polskiego” (1963–1967).
Był autorem słuchowisk radiowych, broszur politycznych, opracował także antologie Żołnierskim szlakiem (1967) i Antologia polskiego reportażu wojennego 1939–1945 (1962). Tłumaczył dzieła literatury rosyjskiej, m.in. Tragedię optymistyczną Wsiewołoda Wiszniewskiego.
Padł ofiarą prześladowań antysemickich w 1968. Usunięty z PZPR i z wojska. 
Od 1945 był żonaty z Wandą Gojawiczyńską (1920–1994), córką Stanisława i Poli, z którą miał syna Jacka (ur. 1948).
Zmarł na zawał serca 10 grudnia 1970 roku. Pochowany na cmentarzu Powązkowskim (kwatera 165-5-5).

## Ordery i odznaczenia
- Order Krzyża Grunwaldu III klasy (11 sierpnia 1945)[4]
- Krzyż Kawalerski Orderu Odrodzenia Polski
- Krzyż Walecznych